# Марта Гомес
Марта Гомес (Гірардот, Колумбія, 11 вересня 1978) — колумбійська співачка та композиторка. Володарка премії Латиноамериканське Греммі.

## Біографія
Марта Гомес народилася в місті Гірардот, але дитинство співачки пройшло в місті Калі, де вона співала у хорі Liceo Benalcázar. Далі співачка переїхала в Боготу. З 1999 року Марта проживала в Нью-Йорку протягом десяти років. З  2009 року - мешкає в Барселоні. В 1999 році Марта Гомес вступила до музичного коледжу Берклі, який закінчила з відзнакою у 2002 році.

## Дискографія
- (2014) Este instante
- (2013) De Colores
- (2011) Canciones de Luna
- (2011) El corazón y el sombrero
- (2011) Afri-Spaans 2
- (2010) Afri-Spaans
- (2009) Musiquita
- (2006) Entre Cada Palabra
- (2004) Cantos de Agua Dulce
- (2003) Sólo es vivir
- (2001) Marta Gómez